# Uppsala studentkårs vårfest
Uppsala studentkårs vårfest var en högtid arrangerades av Uppsala studentkår mellan 1861 och 1968 i Botaniska trädgården i Uppsala.
Uppsala studentkår bildades 1849 och den 22 maj samma år arrangerades en fest av stadens borgerskap på Polacksbacken för att fira studenterna. Majfesten blev årligt återkommande och flyttades 1861 till Botaniska trädgården där den skulle hållas till och med 1968. Därefter har vårfester ordnats oregelbundet, bland annat 1984 och 2014.

## Tal
Ett stående inslag i vårfesten var talen. Viktigast var det högtidstal som hölls av en särskilt inbjuden talare. Ett annat var talet (eller skålen) till kvinnan. 1889 framfördes detta tal av Erik Axel Karlfeldt. 1925 tillfrågades Uppsala kvinnliga studentförening om en kvinnlig student ville framföra motsvarande tal till mannen, vilket gjordes av Karin Boye och därefter blev tradition. 

### Högtidstalare
- 1965: Per Wästberg
- 1968: Ragnar Edenman

- 1984: Lars Gustafsson